# The Farewell
The Farewell is een Amerikaanse komische dramafilm uit 2019, geschreven en geregisseerd door Lulu Wang.

## Verhaal
Nadat ze te weten komt dat haar grootmoeder longkanker heeft en terminaal ziek is, reist de Chinees-Amerikaanse Billi naar China om haar voor een laatste keer te zien. Haar grootmoeder weet van niks en de familie is niet van plan om het haar te vertellen. Onder het mom van een haastig gepland huwelijk van Billi’s neef komt de familie bijeen om zo onopvallend een laatste groet aan de grootmoeder te brengen.

## Rolverdeling
| Acteur       | Personage                    |
| ------------ | ---------------------------- |
| Awkwafina    | Billi Wang                   |
| Tzi Ma       | Haiyan Wang, Billi’s vader   |
| Diana Lin    | Lu Jian, Billi’s moeder      |
| Zhao Shuzhen | Nai Nai, Billi’s grootmoeder |

## Productie
De film is gebaseerd op een kort verhaal What You Don't Know dat door Wang oorspronkelijk op het radioprogramma This American Life uitgebracht werd in april 2016. De film werd voornamelijk opgenomen in Changchun, China gedurende 24 dagen in juni 2018 en een deel werd opgenomen in New York.

### Release en ontvangst
The Farewell ging op 25 januari 2019 in première in de U.S. Dramatic Competition op het Sundance Film Festival en kreeg positieve kritieken van de filmcritici met een score van 98% op Rotten Tomatoes, gebaseerd op 305 beoordelingen.

## Prijzen en nominaties
De belangrijkste:
| Jaar | Prijs            | Categorie                                      | Genomineerde(n)                 | Uitslag     |
| ---- | ---------------- | ---------------------------------------------- | ------------------------------- | ----------- |
| 2020 | Golden Globes    | Beste actrice in een muzikale of komische film | Awkwafina                       | Gewonnen    |
| 2020 | Golden Globes    | Beste niet-Engelstalige film                   | Beste niet-Engelstalige film    | Genomineerd |
| 2019 | Satellite Awards | Beste actrice in een muzikale of komische film | Awkwafina                       | Gewonnen    |
| 2019 | Satellite Awards | Beste vrouwelijke bijrol                       | Zhao Shuzhen                    | Genomineerd |
| 2019 | Satellite Awards | Beste komische of muzikale film                | Beste komische of muzikale film | Genomineerd |
| 2019 | Satellite Awards | Beste originele scenario                       | Lulu Wang                       | Genomineerd |